# Uitkijktoren

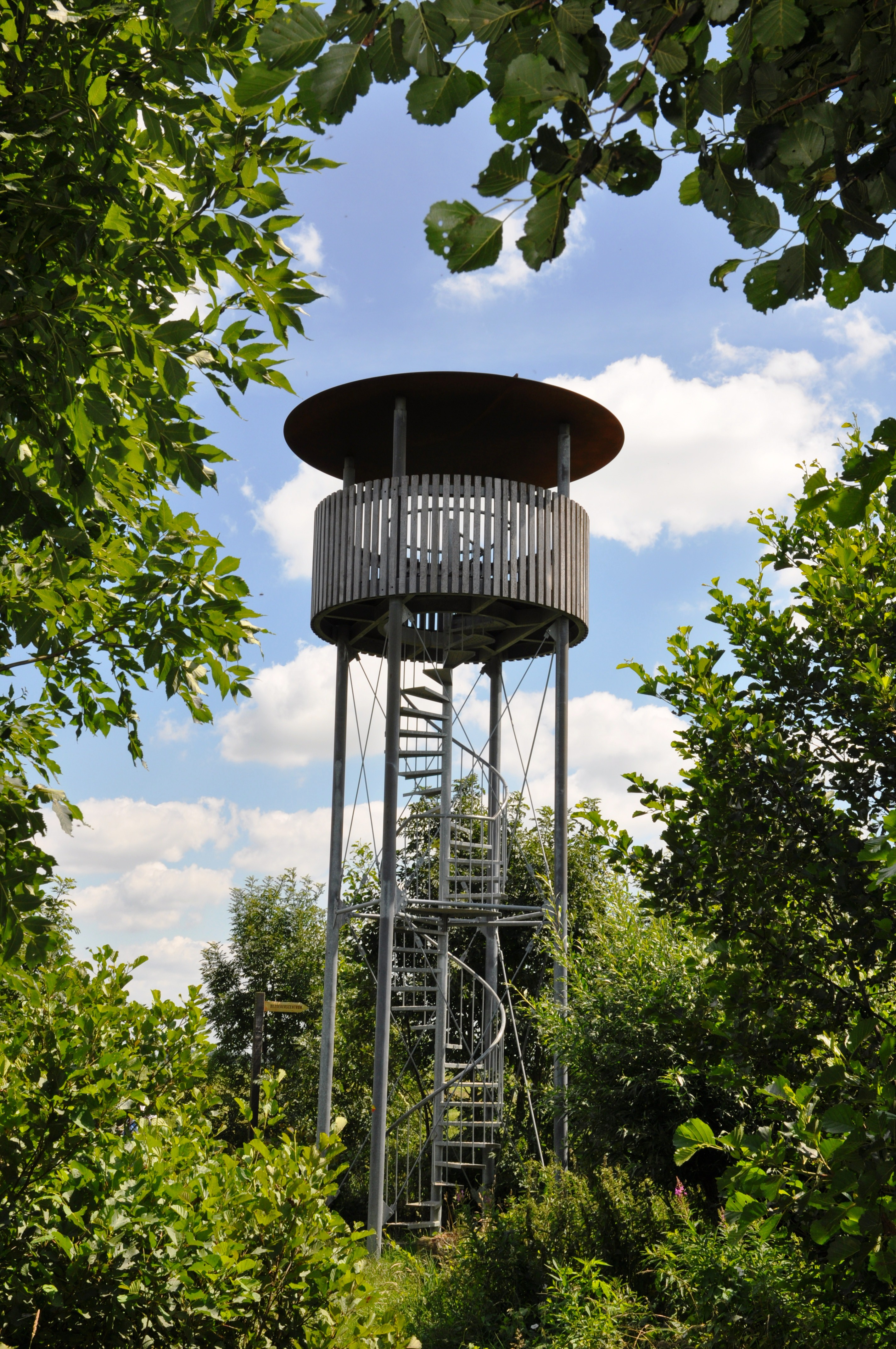
Uitkijktoren in Natuurgebied Willeskop

Een uitkijktoren is een toren die gebruikt wordt om vanuit een hoog punt de wijde omgeving te kunnen bekijken en bewaken.

## Wachttoren
Een uitkijktoren kan dienen om te zien of een vijand in aantocht is. Omdat men in dat geval op wacht staat, wordt een uitkijktoren dan ook wel een wachttoren genoemd.
Vanaf de vroege middeleeuwen werden op de Zuid-Europese kusten duizenden wachttorens opgetrokken, soms wel Saracenentorens genoemd, om te waarschuwen voor nakende plunderingen en ontvoeringen door 'Saracenen' en Ottomanen voor hun slavenmarkten. Desondanks werden tot in de 19de eeuw miljoenen Europeanen over de Middellandse Zee tot slaaf gemaakt.

## Luchtwachttoren
In de Koude Oorlog bevonden zich honderden luchtwachttorens verspreid over Nederland en Duitsland. Hiermee hoopte men vijandelijke vliegtuigen te kunnen waarnemen die onder de radar-hoogte zouden kunnen vliegen. Bij de grensovergang tussen Schoonebeek en Emlichheim is nog een dergelijke toren te zien. Langs het hele traject van het IJzeren Gordijn op de Duits-Duitse grens, van Oostenrijk met Hongarije en Tsjecho-Slowakije, en van Finland met Rusland stonden wachttorens opgesteld ter bewaking van de grensbarrières.

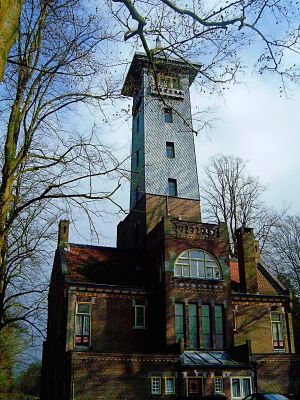
Brandtoren op Landgoed de Utrecht

## Brandtoren
Uitkijktorens doen in bossen ook dienst om vroegtijdig branden te ontdekken. In dat verband wordt gesproken van een brandtoren. Een bijzondere brandtoren is te vinden op Landgoed De Utrecht nabij Esbeek en op de Poolshoogte bij Odoorn. In de gemeente Reusel is een oude brandtoren afgebroken en vervangen door "De Nieuwe Brandtoren". Deze doet nu dienst als uitkijkpunt voor recreanten. In België is er een brandtoren te vinden in de Kalmthoutse Heide.

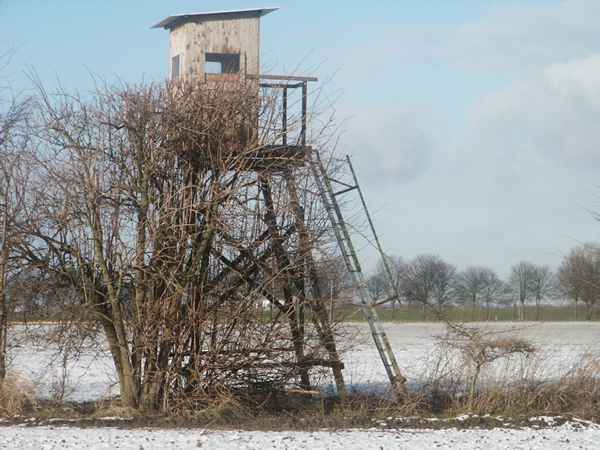
Hoogzit voor de jacht, Nederrijn (Duitse regio)

## Hoogzit
Ook jachtopzieners en jagers gebruiken uitkijktorens om, onopgemerkt door het wild, waarnemingen te kunnen verrichten. Dit soort torens noemt men ook wel een hoogzit. Soms bestaan deze hoogzitters uit slechts een ladder en een zitplaats op enige hoogte tegen een boomstam, andere hebben weleens een mobiel onderstel.

## Toerisme
Uitkijktorens worden ook wel gebruikt als toeristische attractie. Ook in doolhoven worden uitkijktorens gebruikt. Vanaf de uitkijktoren kan men het ontwerp van het doolhof doorgronden, en op die manier kan men de kortste weg uit het doolhof proberen te vinden.

## Fotogalerij

Verschillende uitkijktorens
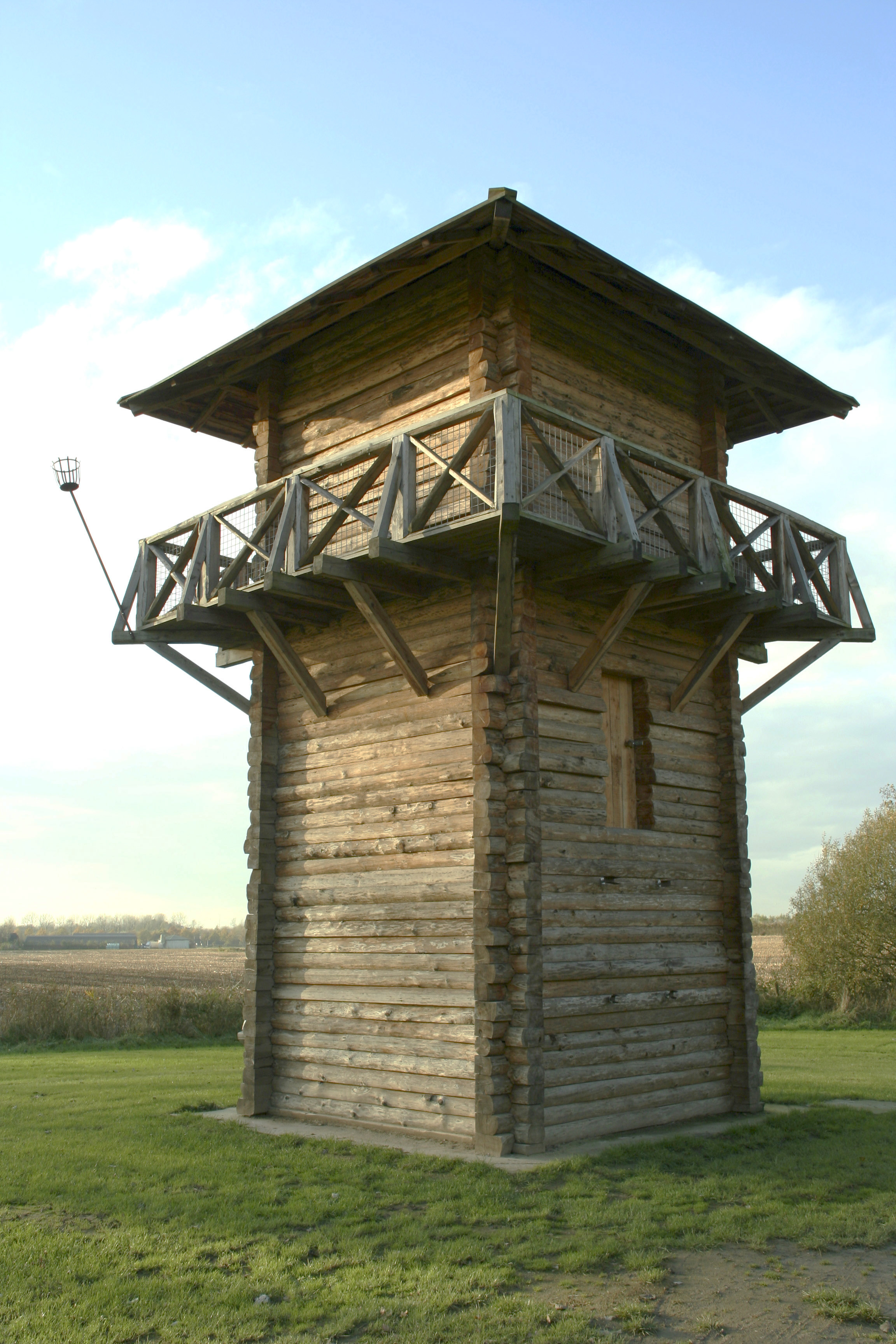
Reconstructie van een Romeinse wachttoren bij castellum Fectio (Vechten)
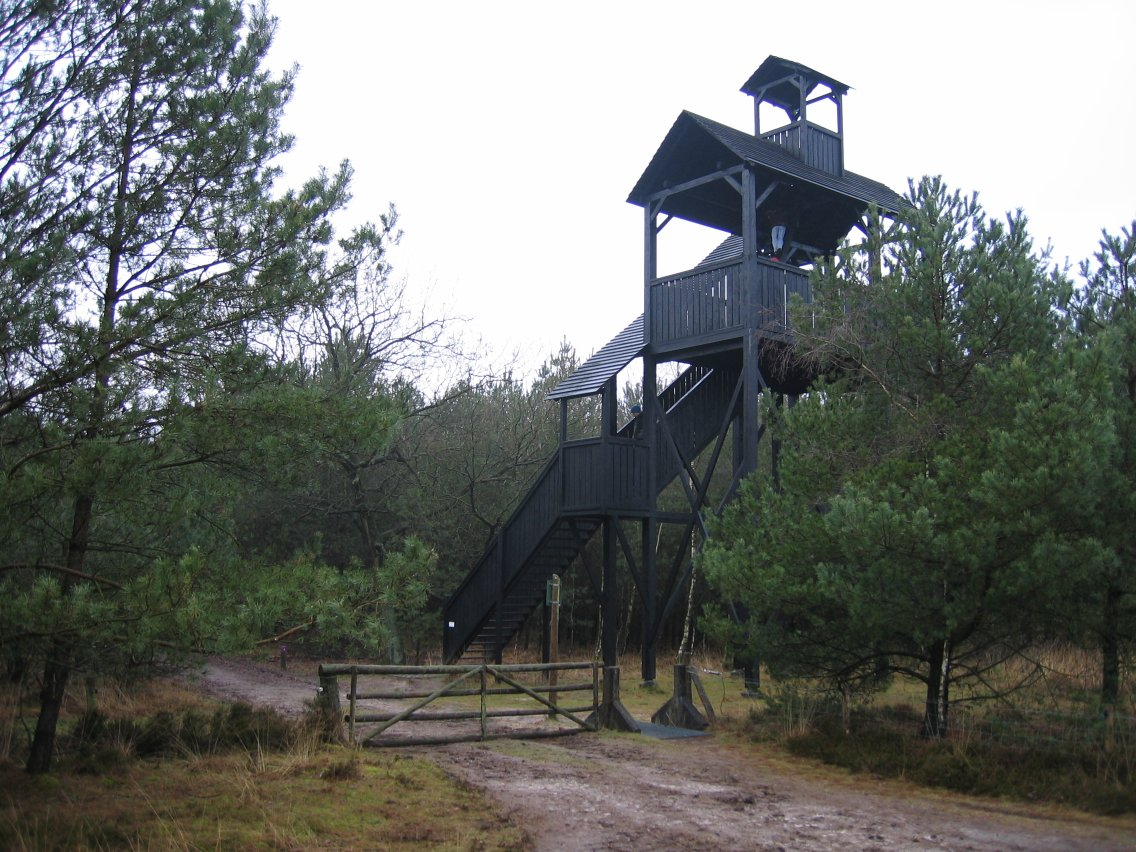
Uitkijktoren Doldersummerveld in Nationaal Park Drents-Friese Wold
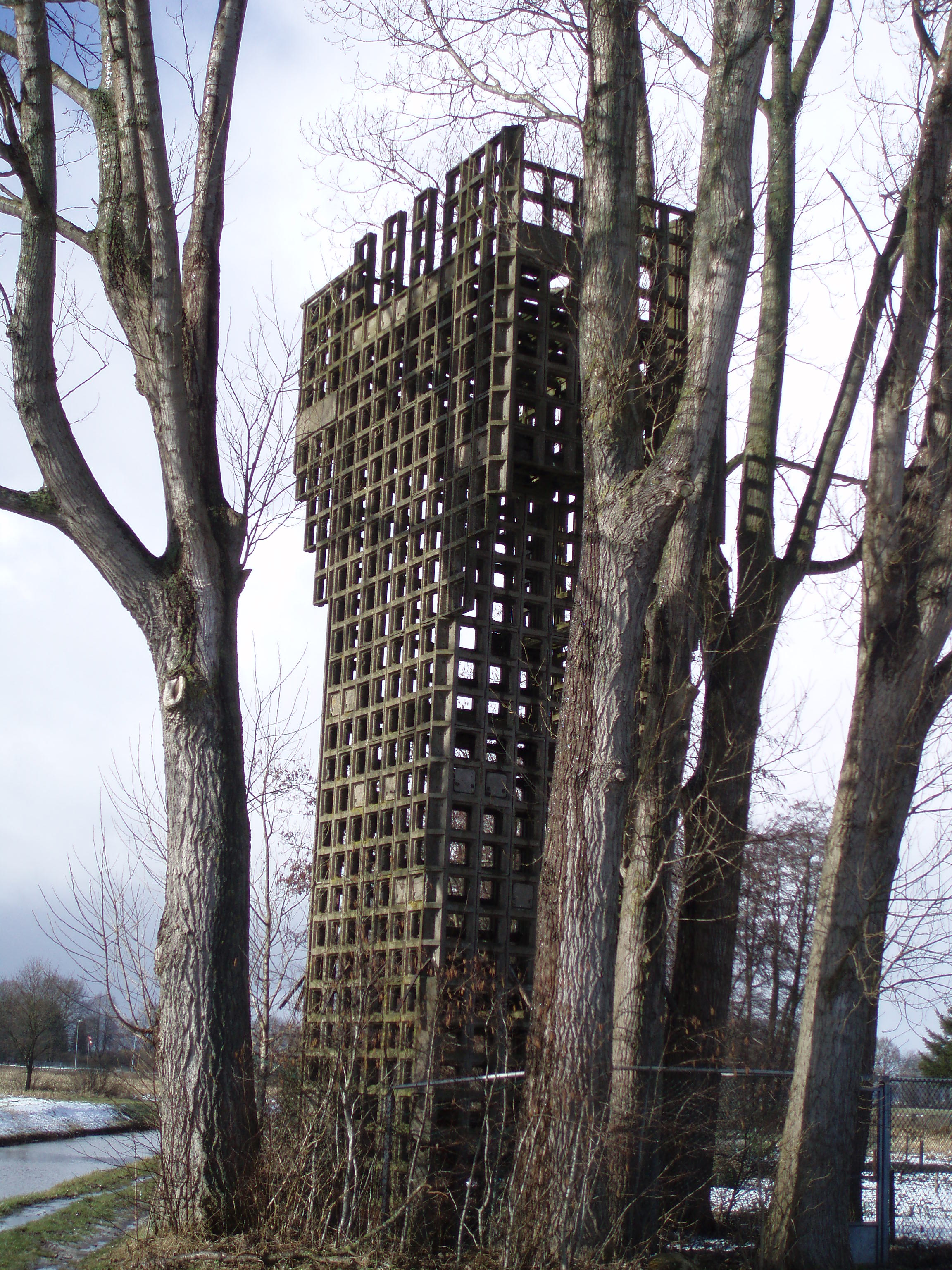
Schoonebeker Diep Luchtwachttoren aan het Schoonebeker Diep
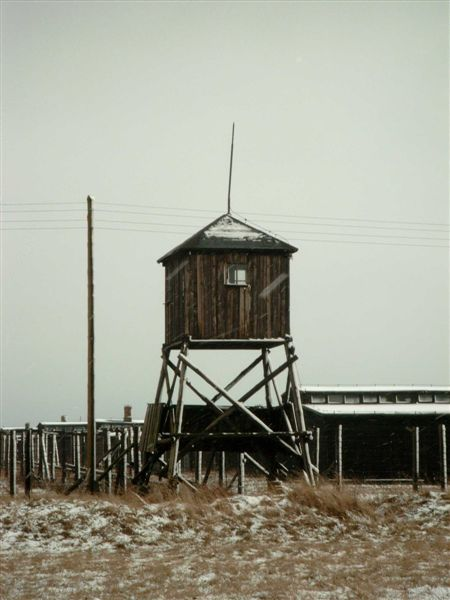
Wachttoren - Majdanek concentratiekamp (Polen)
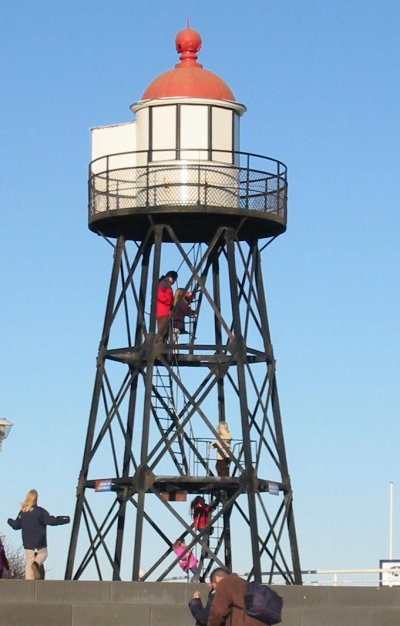
Vuurtorentje als uitkijktoren (Kijkduin)
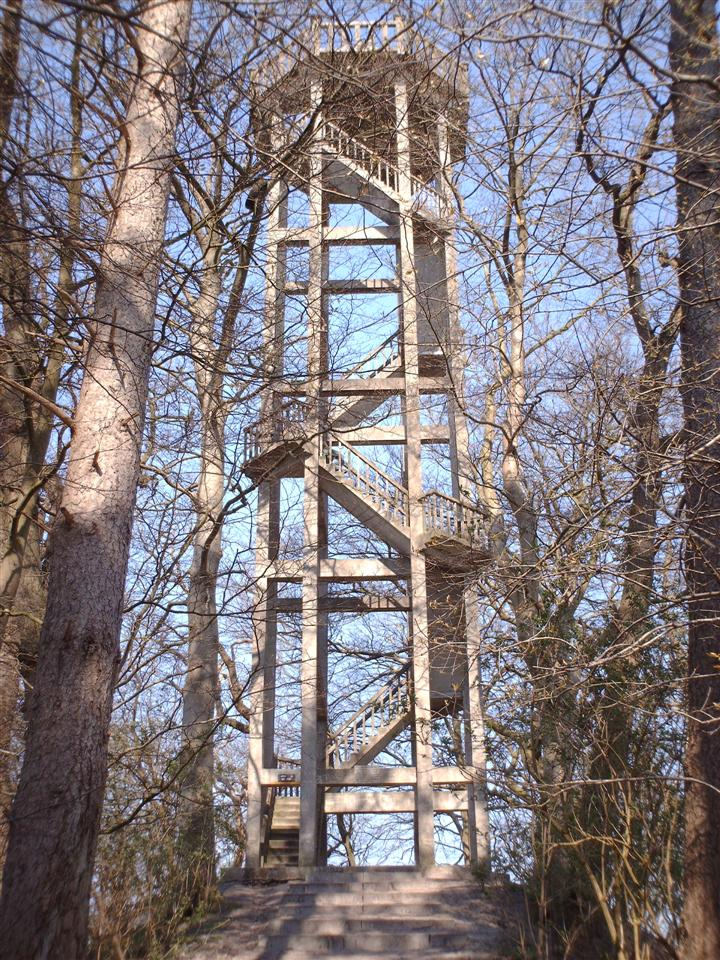
Belvedère (Oranjewoud)
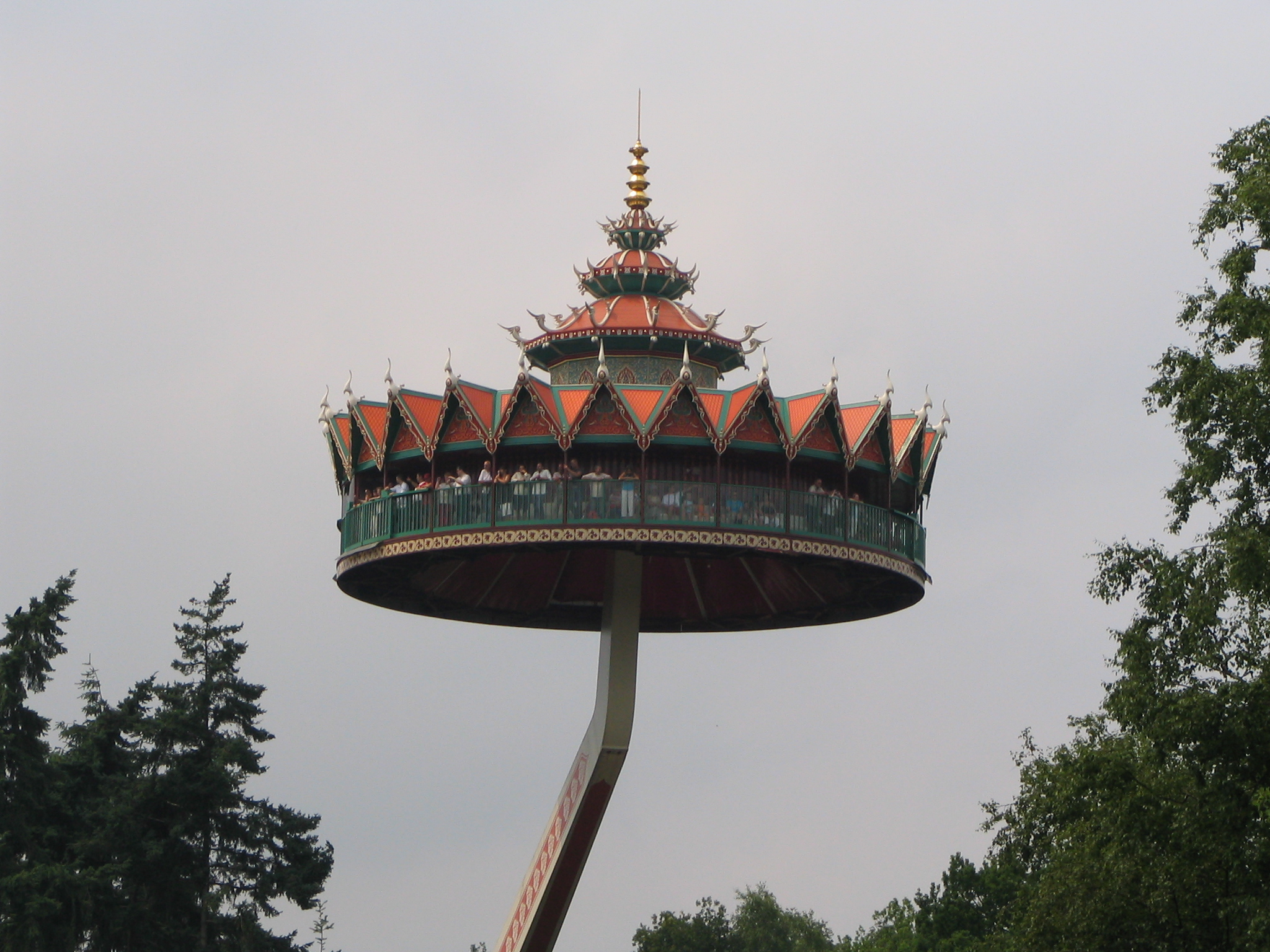
De Pagode in de Efteling
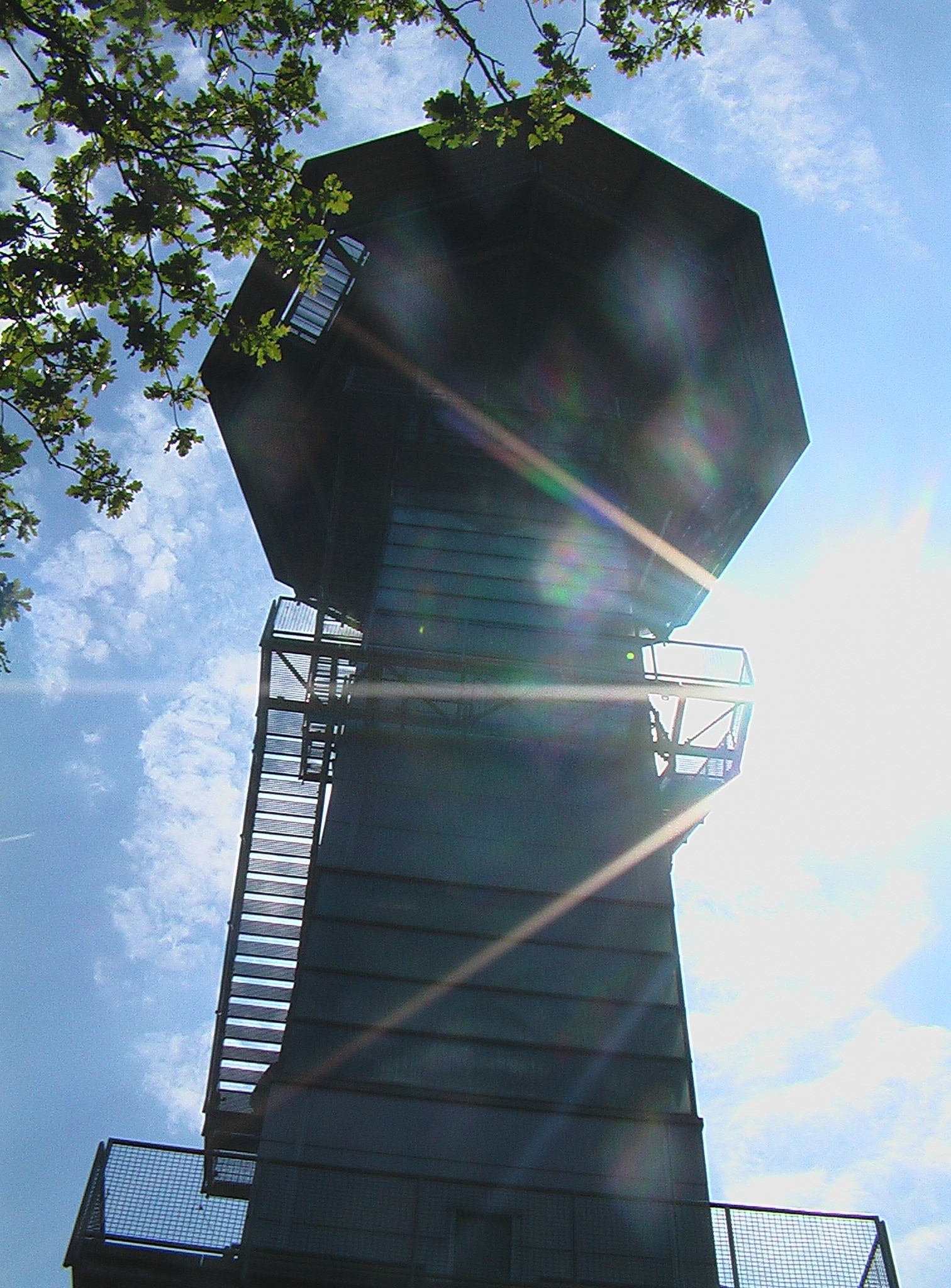
Boudewijntoren bij het Drielandenpunt
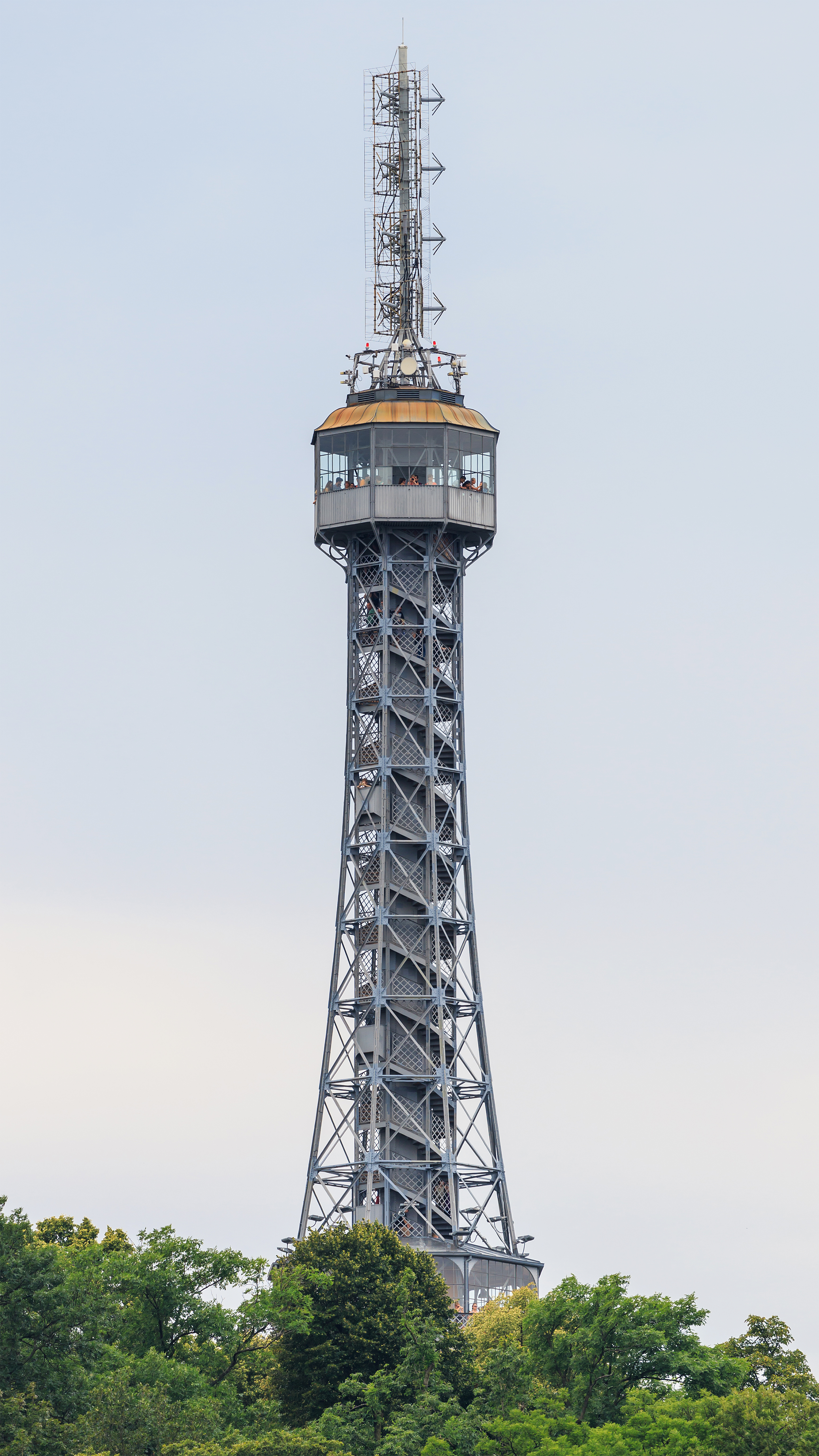
Petřín-uitkijktoren Praag
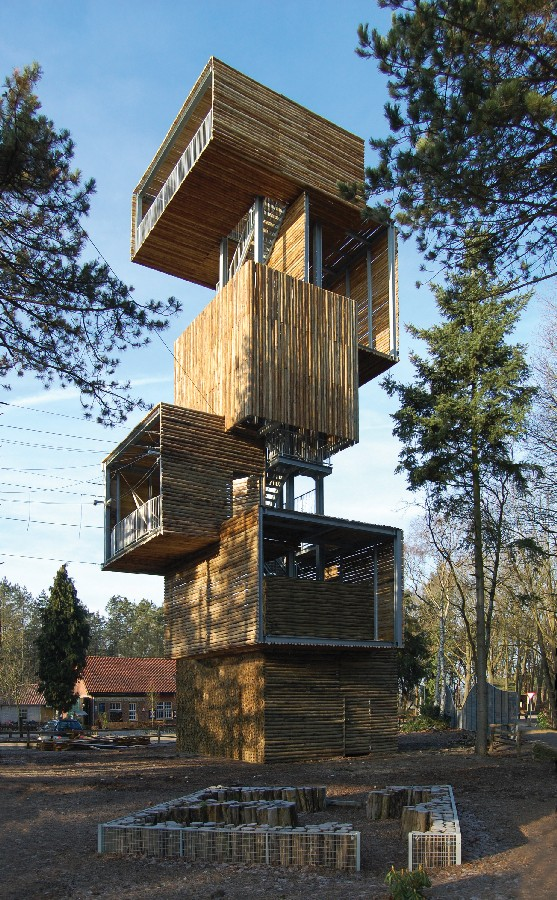
De Nieuwe Brandtoren te Reusel
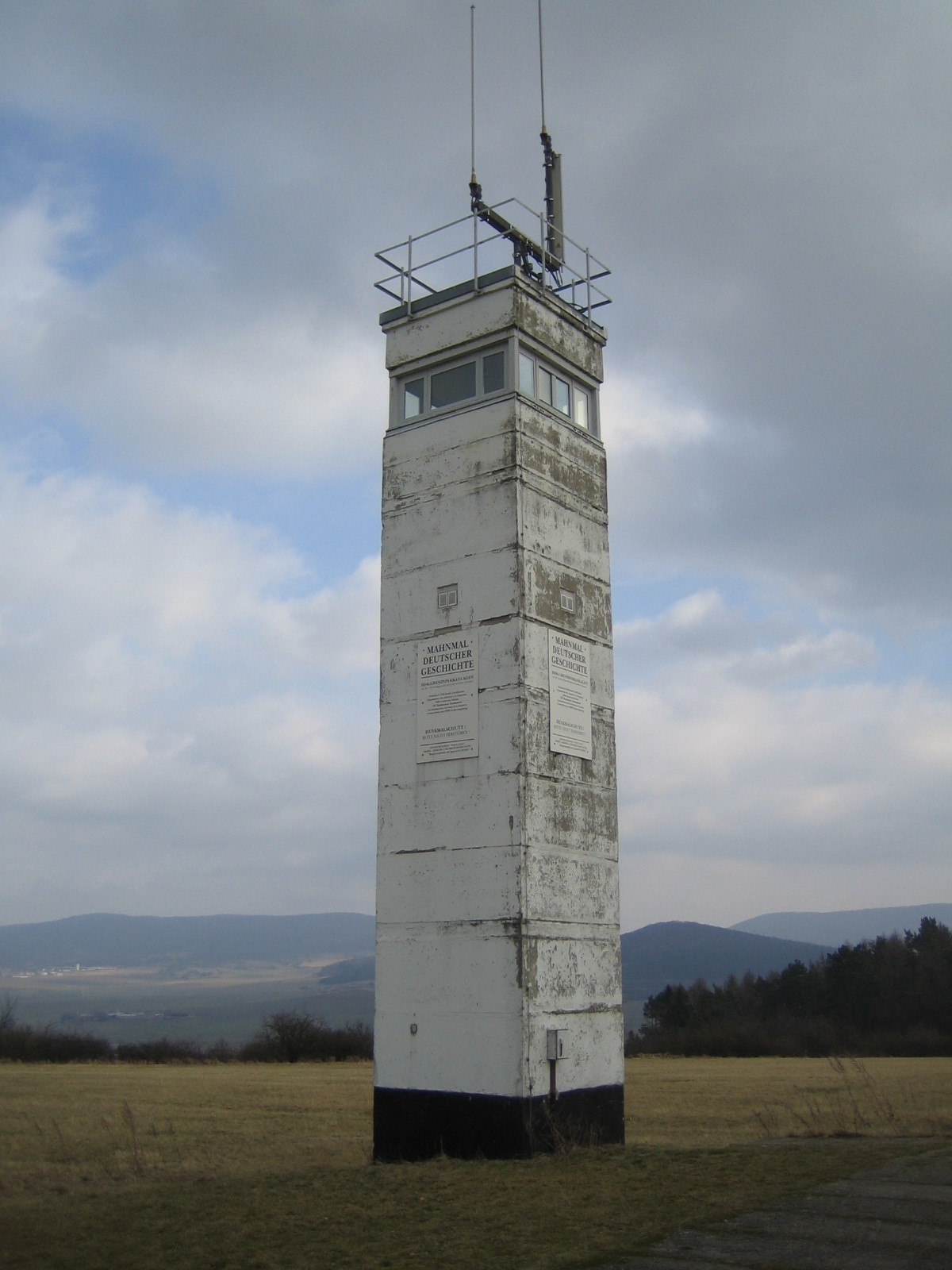
Duits-Duitse grens
Uitkijktoren Kasteel Selwerd, Groningen
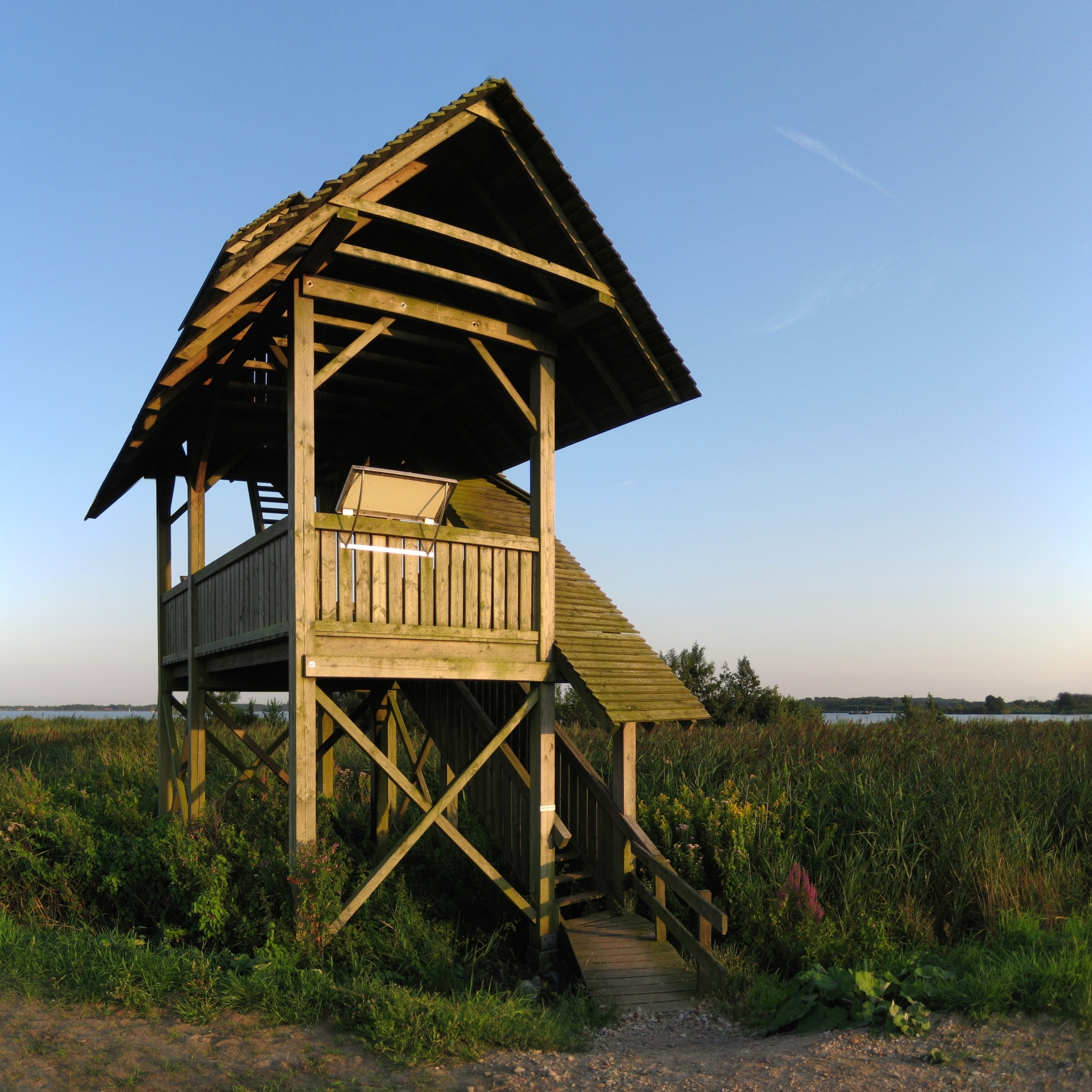
Uitkijktorentje bij het Zuidlaardermeer
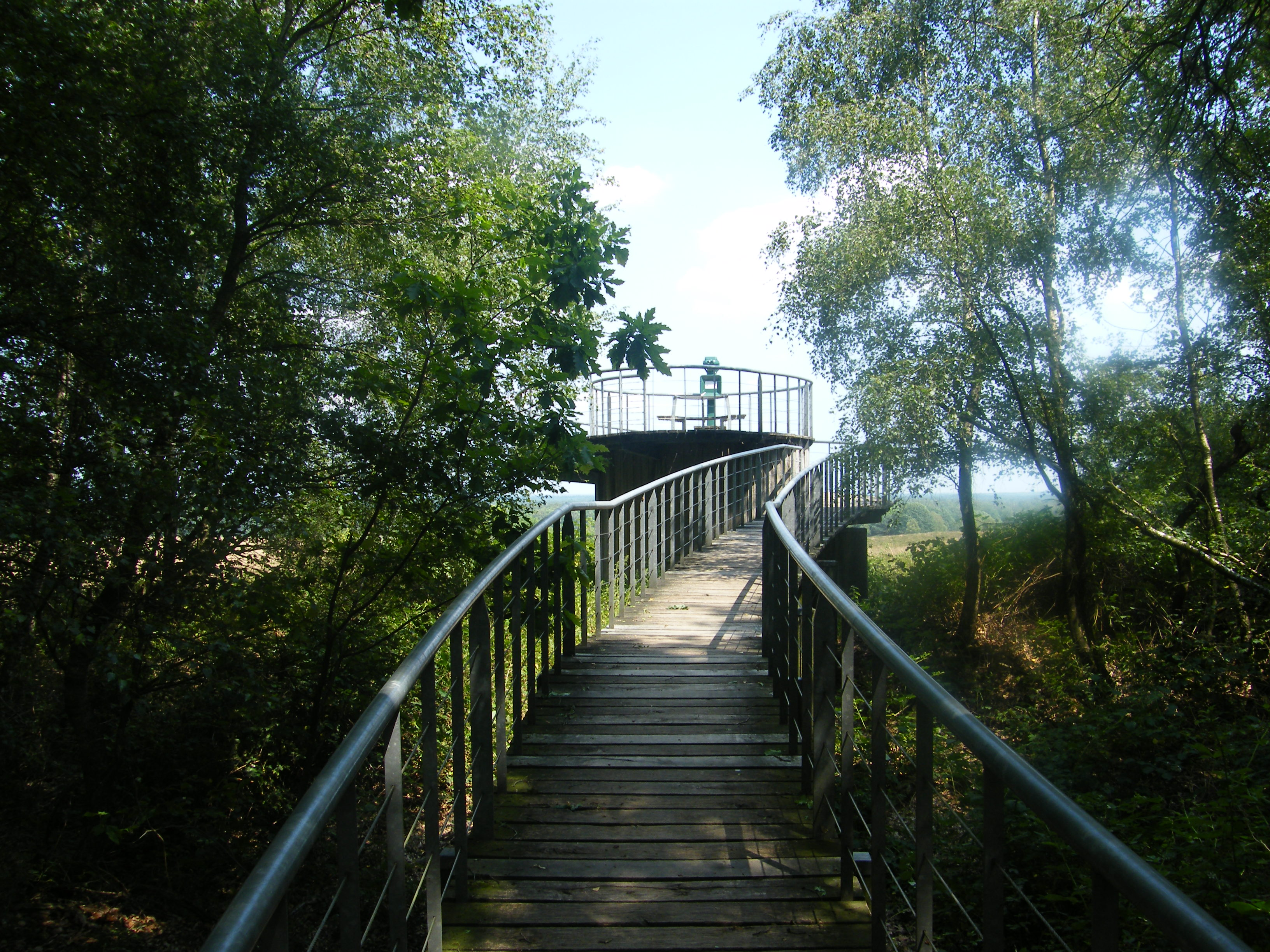
Het rolstoelvriendelijke Uitkijkpunt Valenberg
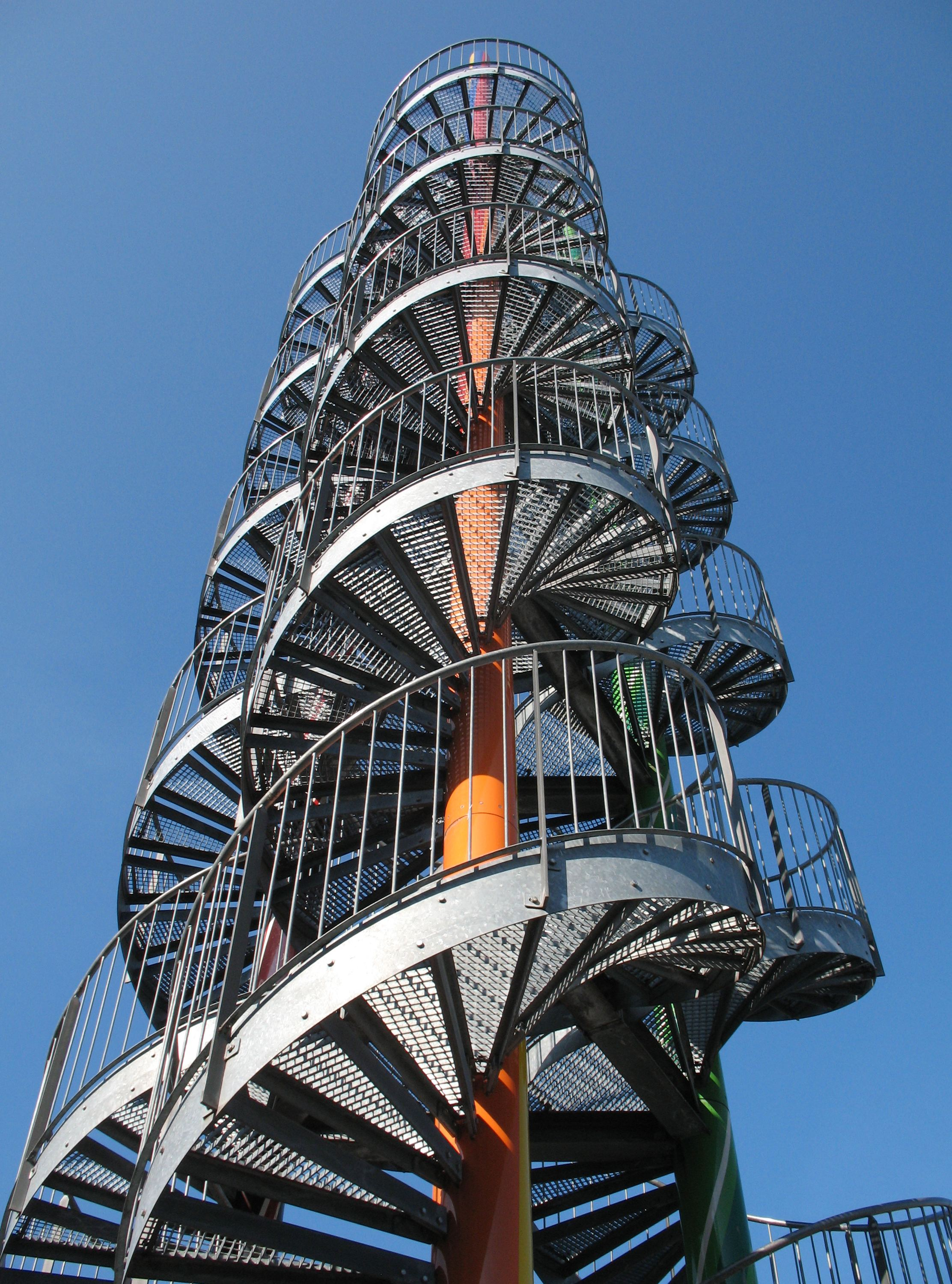
Uitkijktoren in Hamburg-Neuallermöhe
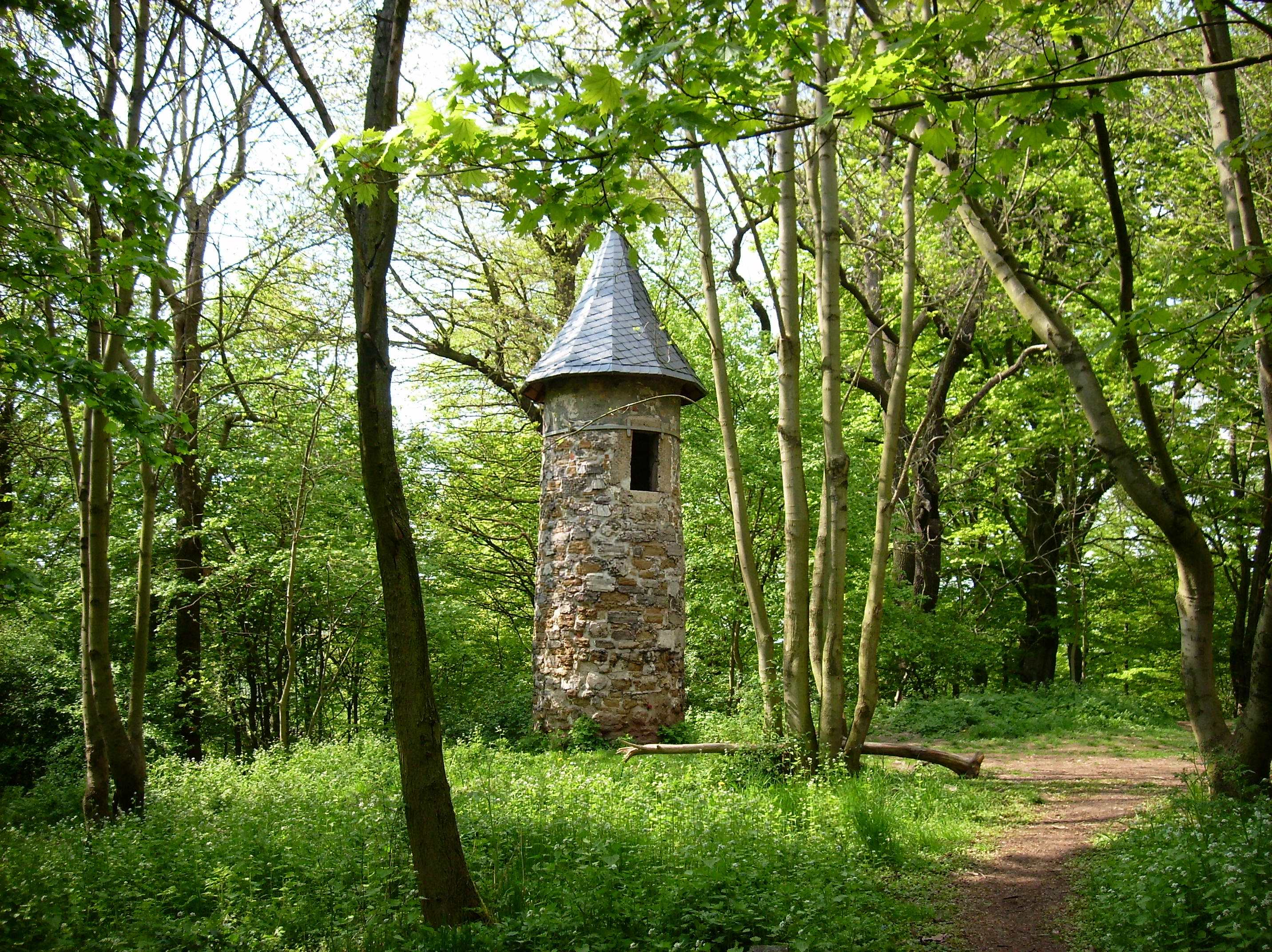
Wachttorentje in Park Hohenrode in Nordhausen
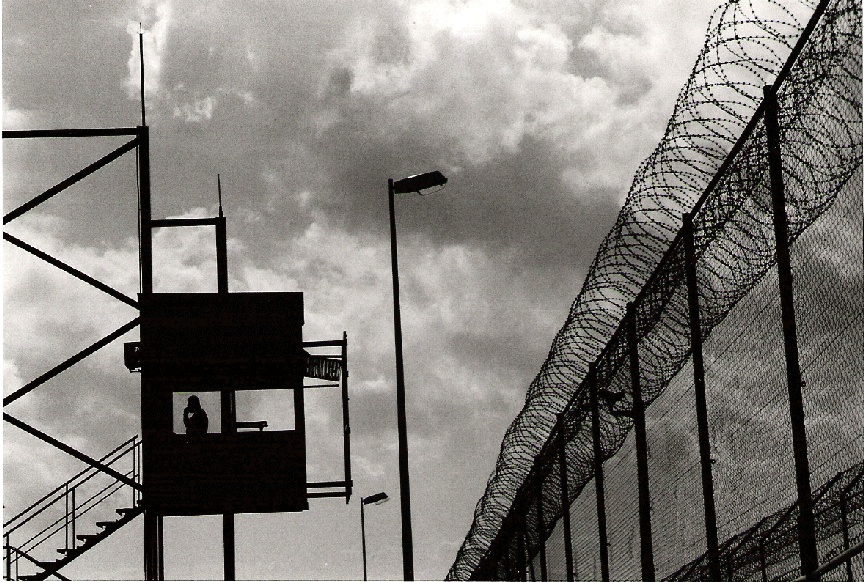
Wachttoren aan het grenshek rond Melilla
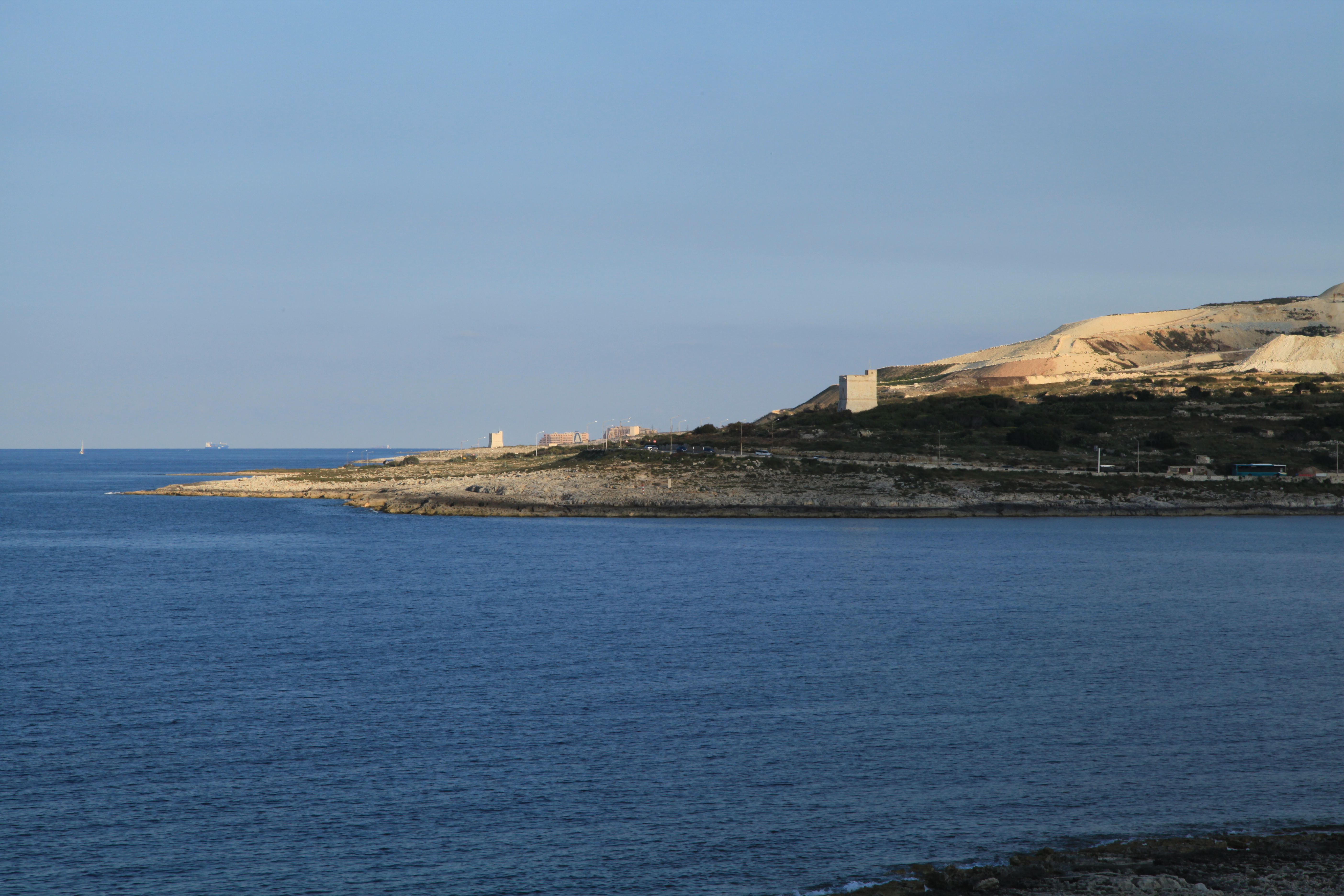
Saracenentorens van De Redin, Malta
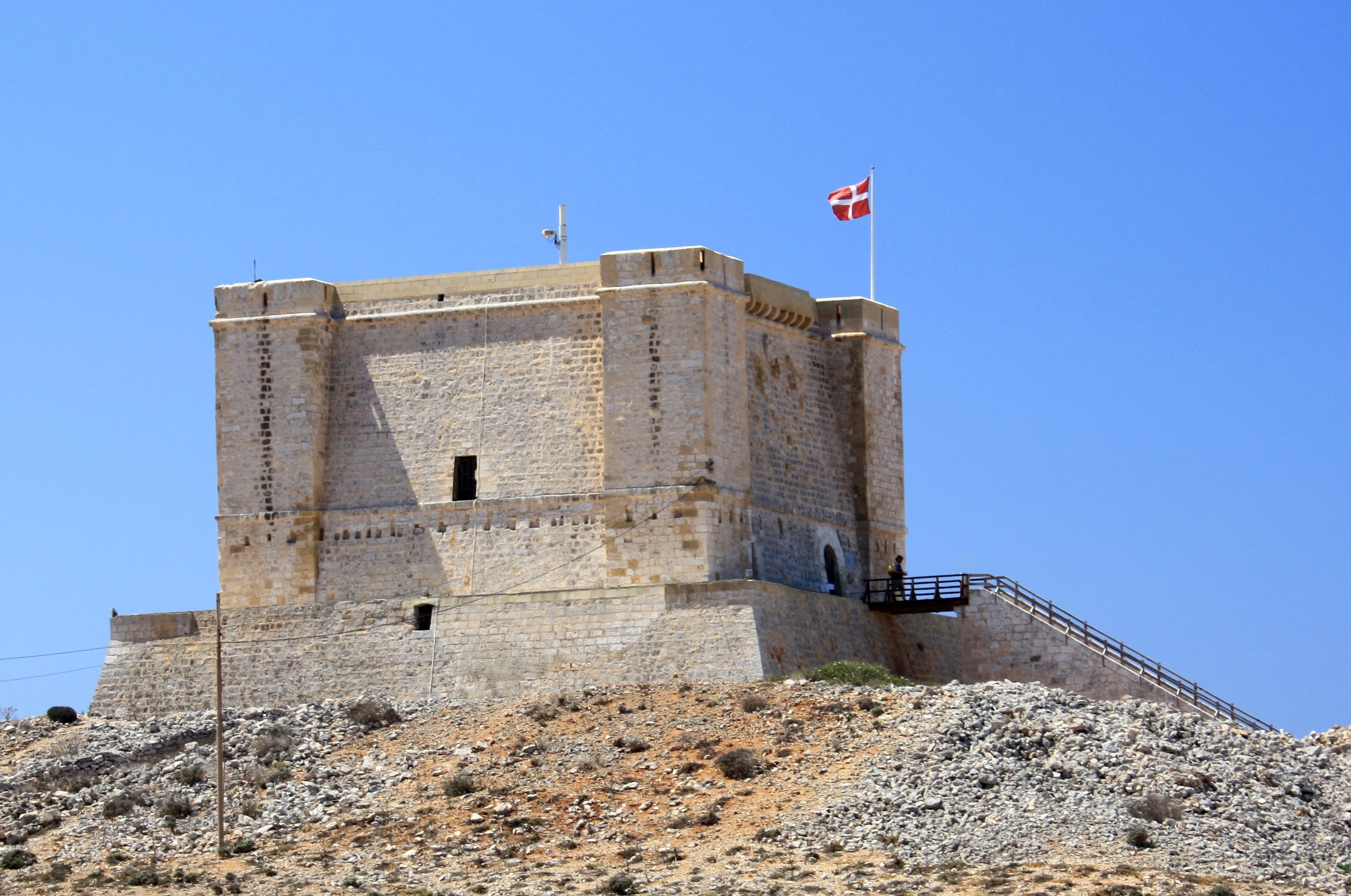
Sint Maria Toren op Malta
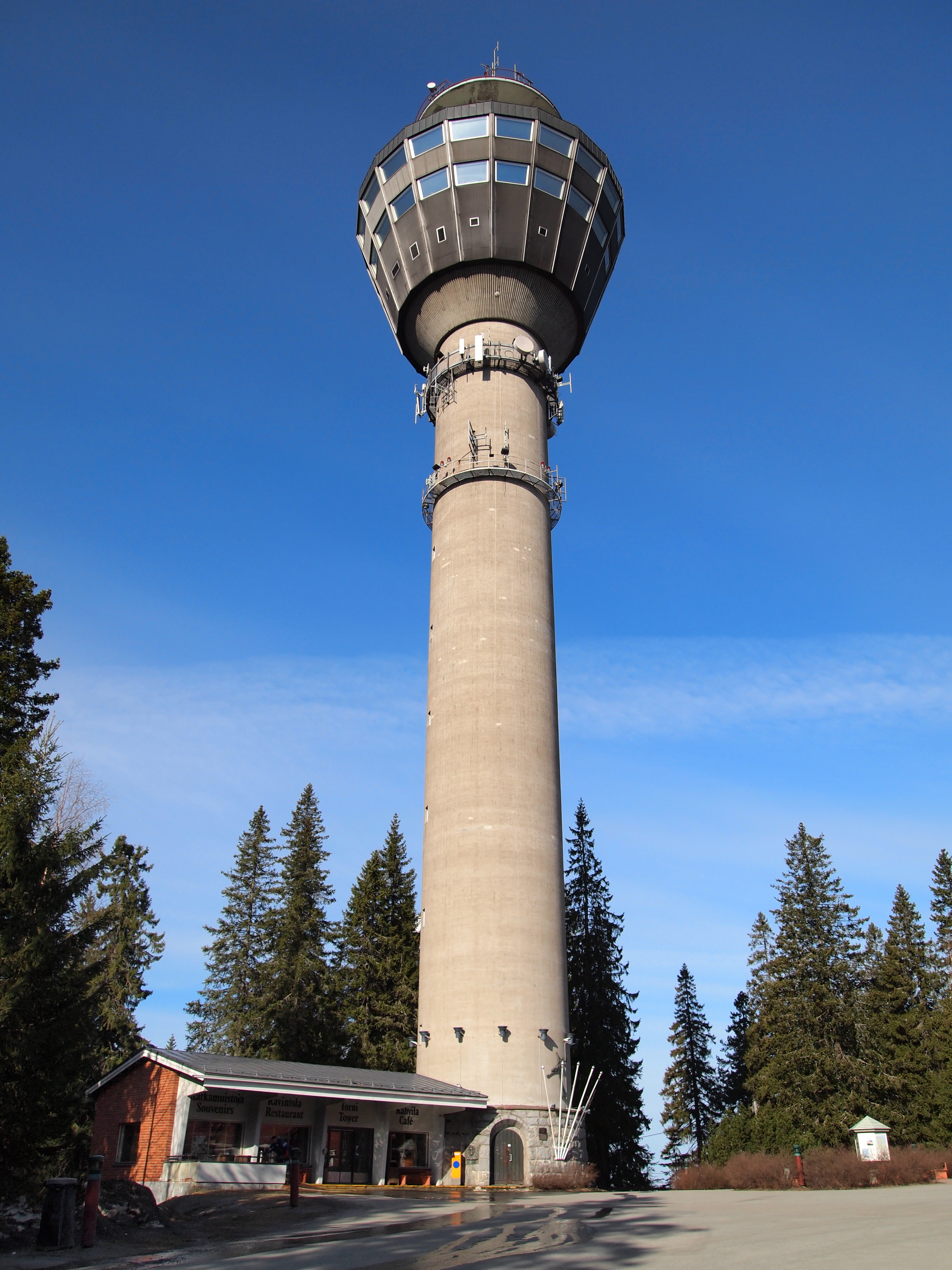
De Puijotoren in Kuopio (Finland)

## Uitkijktorens in België
- Boudewijntoren bij het Drielandenpunt bij Vaals
- Uitkijktoren (Brakel)
- Vlooybergtoren
- Westerpunt

## Enige uitkijktorens in Nederland
- Lijst van luchtwachttorens in Nederland
- Bosbergtoren
- Doornse Kaap
- Euromast
- Uitkijktoren Fochteloërveen
- Uilentoren
- Belvedère (Oranjewoud)
- De Pagode in de Efteling
- Pyramide van Austerlitz
- Bliksemschicht (A16) bij Breda
- Uitkijktoren Ramspol
- Uitkijktoren Kasteel Selwerd, Groningen
- Uitkijktoren de Stokte
- Wilhelminatoren in Vaals